# SHARON (biotechnologia)
SHARON (ang. single reactor system for high ammonia removal over nitrite process) – biologiczna technologia transformacji azotu amonowego do azotynów  wykorzystywana w oczyszczalniach ścieków.
W technologii SHARON wykorzystuje się różnice szybkości wzrostu między nitrozobakteriami, które utleniają jony amonowe do azotynów, a nitrobakteriami, utleniającymi azotyny do azotanów. Prowadzi się ją w pojedynczym bioreaktorze z napowietrzaniem, bez zawracania biomasy, w pH ≈ 7 i temperaturze 35 °C. W temperaturze takiej szybkość wzrostu nitrozobakterii jest dwukrotnie większa niż nitrobakterii, które przy odpowiednio krótkim czasie zatrzymania ścieków są wymywane i w bioreaktorze możliwe jest utlenianie azotu amonowego do azotynów.
Z badań prowadzonych przez dwa lata w 10-litrowym bioreaktorze z ciągłym mieszaniem (CSTR – ang. continuous stirred tank reactor), ciągłym napowietrzaniem i 24-godzinnym czasem zatrzymania ścieków, wynika, że 53% amoniaku było przekształcane jedynie do azotynów. Reakcja SHARON wymaga czterokrotnie mniejszych nakładów związanych z napowietrzaniem, niż tradycyjna metoda nitryfikacji do azotanów z jednoczesną następczą denitryfikacją i nie wymaga dodawania węgla organicznego, który jest konieczny dla bakterii denitryfikacyjnych.